# Кідебра
Кідебра (рос. Кидебра) — присілок у Лодєйнопольському районі Ленінградської області Російської Федерації.
Населення становить 2 особи. Належить до муніципального утворення Альоховщинське сільське поселення.

## Історія
Згідно із законом від 20 вересня 2004 року № 63-оз належить до муніципального утворення Альоховщинське сільське поселення.

## Населення
| 1838 | 1862 | 1927 | 1957 | 1997 | 2007 | 2010 |
| ---- | ---- | ---- | ---- | ---- | ---- | ---- |
| 19   | ↗37  | ↗105 | ↘26  | ↘1   | →1   | →1   |
| 2014 | 2015 | 2016 |      |      |      |      |
| →1   | ↗2   | →2   |      |      |      |      |